# Antífil de Bizanci
Antífil de Bizanci (grec antic: Ἀντίφιλος, llatí: Antiphilus) va ser un escriptor d'epigrames grec nadiu de Bizanci que va viure en temps de l'emperador Neró, al segle i, com es desprèn d'un epigrama on esmenta el favor que li va concedir aquell emperador a l'illa de Rodes. Va escriure uns quaranta epigrames considerats de millor qualitat que els conservats en aquest estil.